# Alex Klaasen
 (octobre 2018).
Si vous disposez d'ouvrages ou d'articles de référence ou si vous connaissez des sites web de qualité traitant du thème abordé ici, merci de compléter l'article en donnant les références utiles à sa vérifiabilité et en les liant à la section « Notes et références ».
Pour les articles homonymes, voir Klaasen.
Alex Klaasen, de son vrai nom Alexander Wilhelmus Johannes Klaasen, né le 22 mai 1976 à Oirschot, est un acteur et chanteur néerlandais.

## Filmographie
- 2003 : Phileine Says Sorry de Robert Jan Westdijk : Lelijke Jonken[2]
- 2007 : Kapitein Rob en het Geheim van Professor Lupardi de Hans Pos[3]
- 2010 : Happily Ever After de Pieter Kramer[4]
- 2013 : Matterhorn de Diederik Ebbinge : Zoon Fred[5]
- 2013 : Soof d'Antoinette Beumer : Harm Jan[6]
- 2015 : Sneeuwwitje en de zeven kleine mensen de Will Koopman[7]
- 2017 : Het Verlangen de Joram Lürsen : Boudewijn Goudemondt[8]

## Discographie

### Albums studio
- 2009 : Eindelijk alleen (sorti le 6 novembre 2009)[9]